# Хрен гулявниковый
Хрен гулявниковый или Хрен луговой (лат. Armoracia sisymbrioides) — многолетнее травянистое растение, вид рода Хрен (Armoracia) семейства Капустные (Brassicaceae).

## Описание
Крупный многолетник с длинными мясистыми корнями толщиной более 1 см. Побеги прямостоячие, высотой до 1 м, вверху ветвящиеся, с ребристыми стеблями.
Прикорневые листья продолговатые, по краю зубчатые, очень крупные — длиной до 50 см и шириной до 20 см. с черешками; нижние стеблевые — обычно перистораздельные на линейные доли; средние и верхние— цельные, овальные или ланцетные, сидячие. Цветки с белыми лепестками длиной 10—12 мм. Плоды — продолговато-овальные стручочки длиной до 2,5 см.
Распространен в Сибири. Растет на пойменных лугах, по берегам рек и озёр, иногда и на мелководьях. У растений, выросших на сырых местообитаниях, нижние листья более рассечённые, чем у растений участков с умеренным увлажнением. Нередко образует заросли.
Размножается в основном вегетативно, корневыми отпрысками, поэтому одиночные растения хрена встречаются редко, обычно он растет «гнездами», все растения которых могут иметь единую корневую систему. Период цветения растянут с июня до августа, плоды также созревают неодновременно, многие не успевают созреть до морозов, поэтому семенное размножение не играет существенной роли.
Кормовые свойства хрена отрицательные.
Корень хрена широко используется, его корни, богатые витамином С, повсеместно используют как пищевую приправу, особенно к мясным блюдам. Имеет и медицинское значение как противоцинготное профилактическое средство.